# Jiří Zahradník
Jiří Zahradník (* 12. August 1928 in Lomnice nad Popelkou; † 27. Januar 2020) war ein tschechischer Zoologe, Autor von Insektenbüchern sowie künstlerischer Leiter des Collegium musicum Český ráj.

## Leben
Er studierte von 1947 bis 1952 an der naturwissenschaftlichen Fakultät der Karls-Universität in Prag. Anschließend forschte er bis 1963 in der Abteilung für Entomologie des Prager Nationalmuseums. Er lehrte von 1963 bis 1970 an der Universita 17. listopadu und von 1970 bis 1988 an der naturwissenschaftlichen Fakultät der Karlsuniversität. Danach war er freiberuflich tätig. Er beschäftigte sich insbesondere mit Käfern, Schildläusen, Weißen Fliegen und Hautflüglern.
Zahradník war Ehrenbürger seiner Heimatstadt Lomnitz, in der er lebte. Bücher von Zahradník wurden in andere Sprachen übersetzt. Sein Bruder ist der tschechische Komponist Zdeněk Zahradník.

## Werke
deutsch erschien (Auswahl):
- Schildläuse unserer Gewächshäuser (= Die neue Brehm-Bücherei, Band 399). Ziemse, Lutherstadt Wittenberg 1968, DNB 458714852.
- Der Kosmos-Insektenführer, ein Bestimmungsbuch. Mit 780 Farbbildern von František Severa, aus dem Tschechisch übersetzt von Jürgen Ostmeyer, Fachberatung für die deutsche Ausgabe von Karl Wilhelm Harde. Franckh, Stuttgart 1976, ISBN 3-440-04123-9.
- Der Kosmos-Tierführer: europäische Tiere; ein Bestimmungsbuch, aus dem tschechischen Originalmanuskript übersetzt von Jürgen Ostmeyer, illustriert von D. Čepická und František Severa (= Kosmos-Naturführer), Franckh, Stuttgart 1978, ISBN 3-440-04495-5.
- Bienen, Wespen, Ameisen, aus dem tschechischen Originalmanuskript übersetzt von Jürgen Ostmeyer (= Kosmos-Naturführer), Franckh, Stuttgart 1985, ISBN 3-440-05445-4.
- Käfer Mittel- und Nordwesteuropas, Parey, Hamburg 1985, ISBN 3-490-27118-1.
- Dausien's großes Buch der Insekten, illustriert von František Severa, Jiří Moravec und Jiří Zahradnik, übersetzt von Günter Brehmer. Dausien, Hanau 1991 / 1992,
- Illustriertes Lexikon der Käfer, Dörfler, Eggolsheim 2010, ISBN 978-3-89555-658-6.